# Incisie
Een incisie is een snede in het menselijke lichaam of in een deel daarvan. Het gaat meestal om de eerste insnijding in de huid tijdens een chirurgische ingreep maar geldt voor elke insnijding. De incisie wordt met een scalpel uitgevoerd. Het woord incisie is afgeleid van het Latijnse in- , in- en cidere, snijden.